# Campionatul European de Handbal Feminin din 2022
Campionatul European de Handbal Feminin din 2022 a fost a 15-a ediție continentală a turneului organizat de Federația Europeană de Handbal. La Congresul EHF desfășurat la Glasgow, în Scoția, pe 20 iunie 2018, Slovenia, Macedonia și Muntenegru au fost desemnate gazdele competiției care a avut loc între 4 și 20 noiembrie 2022. A fost prima dată în istoria campionatului european când ediția sa finală a fost găzduită împreună de trei țări.

## Procesul de selecție
Slovenia, Macedonia și Muntenegru au fost singurele țări care s-au oferit să găzduiască ediția din 2022 a Campionatului European. Cele trei țări și-au depus candidatura comună în februarie 2018 și au decis să o promoveze prin mesajul principal „We Can Handball”. În efortul general de prezentare a candidaturii, cele trei țări au subliniat că orașele care vor găzdui competiția se află „în inima Balcanilor” și le-au descris drept „orașe moderne cu o savoare balcanică”.
Candidatura a fost aprobată, iar cele trei țări au fost desemnate oficial de către EHF gazdele competiției, la congresul Federației Europene din 20 iunie 2018.

## Săli
| Ljubljana (Slovenia)             | Celje (Slovenia)                   | Skopje (Macedonia)                                 | Podgorica (Muntenegru)                   |
| Arena Stožice Capacitate: 12.480 | Dvorana Zlatorog Capacitate: 5.800 | Centrul Sportiv Boris Trajkovski Capacitate: 6.173 | Centrul Sportiv Morača Capacitate: 6.000 |
|                                  |                                    |                                                    |                                          |

## Sponsorizare
| \| Partenerii EHF \| Sponsorii campionatului \| Furnizorii naționali \| \| -------------------------------------------------------------------------------------------- \| ---------------------------------------------------------------------------------------------------------------------------------------------------------------------------------------------------------------------------------------------------------------------------------------------------------------------------- \| --------------------- \| \| - DAZN - Eventim - Gerflor - Hummel - Infront Sports & Media - Select Sport - Sport Transfer \| - Batiste - Boozt - Bring - Consto - Coolbet - Daikin Industries - Engelbert Strauss - Fagmøbler - Grundfos - Gjensidige Norvegia - HTH - I Feel Slovenia - Kaufmann - Lidl - Mekonomen - NorDan - Norgespakke - OK - OTP Bank - Point S - Posten - Princessbutikken - Scrouples Jewelery - Skarpnes - Svane - VVS Eksperten \| - Alkaloid - Generali \| | |                       |
| Partenerii EHF | Sponsorii campionatului | Furnizorii naționali  |
| - DAZN - Eventim - Gerflor - Hummel - Infront Sports & Media - Select Sport - Sport Transfer | - Batiste - Boozt - Bring - Consto - Coolbet - Daikin Industries - Engelbert Strauss - Fagmøbler - Grundfos - Gjensidige Norvegia - HTH - I Feel Slovenia - Kaufmann - Lidl - Mekonomen - NorDan - Norgespakke - OK - OTP Bank - Point S - Posten - Princessbutikken - Scrouples Jewelery - Skarpnes - Svane - VVS Eksperten | - Alkaloid - Generali |

## Calificări

### Echipe calificate
| Țara              | Calificată ca       | Data obținerii calificării | Apariții anterioare în competiție1                                                      |
| ----------------- | ------------------- | -------------------------- | --------------------------------------------------------------------------------------- |
| Slovenia          | Țară gazdă          | 20 iunie 2018              | 5 (2002, 2004, 2006, 2010, 2016, 2018)                                                  |
| Macedonia de Nord | Țară gazdă          | 20 iunie 2018              | 4 (1998, 2000, 2006, 2012)                                                              |
| Muntenegru        | Țară gazdă          | 20 iunie 2018              | 4 (2010, 2012, 2014, 2016, 2018)                                                        |
| Norvegia          | Campioană europeană | 20 decembrie 2020          | 14 (1994, 1996, 1998, 2000, 2002, 2004, 2006, 2008, 2010, 2012, 2014, 2016, 2018, 2020) |
| Polonia           | Grupa A             | 4 martie 2022              | 7 (1996, 1998, 2006, 2014, 2016, 2018, 2020)                                            |
| Țările de Jos     | Grupa C             | 4 martie 2022              | 8 (1998, 2002, 2006, 2010, 2014, 2016, 2018, 2020)                                      |
| Danemarca         | Grupa B             | 5 martie 2022              | 14 (1994, 1996, 1998, 2000, 2002, 2004, 2006, 2008, 2010, 2012, 2014, 2016, 2018, 2020) |
| Elveția           | Grupa A             | 6 martie 2022              | 0 (debut)                                                                               |
| Franța            | Grupa D             | 6 martie 2022              | 11 (2000, 2002, 2004, 2006, 2008, 2010, 2012, 2014, 2016, 2018, 2020)                   |
| Suedia            | Grupa F             | 20 aprilie 2022            | 12 (1994, 1996, 2002, 2004, 2016, 2008, 2010, 2012, 2014, 2016, 2018, 2020)             |
| Germania          | Grupa C             | 21 aprilie 2022            | 14 (1994, 1996, 1998, 2000, 2002, 2004, 2006, 2008, 2010, 2012, 2014, 2016, 2018, 2020) |
| Spania            | Grupa E             | 21 aprilie 2022            | 11 (1998, 2002, 2004, 2006, 2008, 2010, 2012, 2014, 2016, 2018, 2020)                   |
| Ungaria           | Grupa E             | 21 aprilie 2022            | 14 (1994, 1996, 1998, 2000, 2002, 2004, 2006, 2008, 2010, 2012, 2014, 2016, 2018, 2020) |
| Serbia            | Grupa F             | 23 aprilie 2022            | 8 (2006, 2008, 2010, 2012, 2014, 2016, 2018, 2020)                                      |
| România           | Grupa B             | 24 aprilie 2022            | 13 (1994, 1996, 1998, 2000, 2002, 2004, 2008, 2010, 2012, 2014, 2016, 2018, 2020)       |
| Croația           | Grupa D             | 24 aprilie 2022            | 11 (1994, 1996, 2004, 2006, 2008, 2010, 2012, 2014, 2016, 2018, 2020)                   |

1 Notă: Aldin indică echipa campioană din acel an. Italic indică echipa gazdă din acel an.

## Arbitri
Perechile de arbitri au fost selectate la 13 iunie 2022. Pe 29 octombrie 2022 perechea Karina Christiansen/Line Hansen (Danemarca) a fost înlocuită cu Alexei Covalciuc/Igor Covalciuc (Republica Moldova) iar perechea Ioanna Christidi/Ioanna Papamattheou (Grecia) a fost înlocuită cu Eskil Braseth/Leif Sundet (Norvegia).
| Arbitri               | Arbitri                           |
| --------------------- | --------------------------------- |
| Austria               | Ana Vranes Marlis Wenninger       |
| Bosnia și Herțegovina | Tatjana Praštalo Vesna Balvan     |
| Germania              | Maike Merz Tanja Kuttler          |
| Macedonia de Nord     | Ismailj Metalari Nenad Nikolovski |
| Republica Moldova     | Alexei Covalciuc Igor Covalciuc   |
| Muntenegru            | Jelena Vujačić Anđelina Kažanegra |

| Arbitri    | Arbitri                         |
| ---------- | ------------------------------- |
| Norvegia   | Eskil Braseth Leif Sundet       |
| Portugalia | Vânia Sá Marta Sá               |
| Serbia     | Vanja Antić Jelena Jakovljević  |
| Slovenia   | Ozren Backović Mirko Palačković |
| Spania     | Javier Álvarez Ion Bustamante   |
| Ucraina    | Marina Duplîi Olena Pobedrina   |

## Tragerea la sorți
Tragerea la sorți a avut loc pe 28 aprilie 2022, la Ljubljana, în Slovenia.

### Distribuția în urnele valorice
Distribuția în urnele valorice a fost anunțată pe 25 aprilie 2022.
| Urna 1                                    | Urna a 2-a                                      | Urna a 3-a                                          | Urna a 4-a                            |
| ----------------------------------------- | ----------------------------------------------- | --------------------------------------------------- | ------------------------------------- |
| - Norvegia - Franța - Danemarca - Polonia | - Țările de Jos - Muntenegru - Ungaria - Suedia | - Slovenia - Macedonia de Nord - Croația - Germania | - Spania - România - Serbia - Elveția |

## Grupele preliminare
În urma tragerii la sorți au rezultat următoarele grupe preliminare:

### Grupa A
| Loc | Echipa   | MJ | V | E | Î | GM  | GP | DG  | Pct | Calificare         |
| --- | -------- | -- | - | - | - | --- | -- | --- | --- | ------------------ |
| 1   | Norvegia | 3  | 3 | 0 | 0 | 102 | 66 | +36 | 6   | Grupele principale |
| 2   | Croația  | 3  | 1 | 1 | 1 | 70  | 76 | −6  | 3   | Grupele principale |
| 3   | Ungaria  | 3  | 1 | 0 | 2 | 73  | 81 | −8  | 2   | Grupele principale |
| 4   | Elveția  | 3  | 0 | 1 | 2 | 75  | 97 | −22 | 1   |                    |

| 4 noiembrie 2022 18:00 | Ungaria   | 33 − 28 | Elveția  | Arena Stožice, Ljubljana Asistență: 1168 Arbitri: Kažanegra, Vujačić |
| 4 noiembrie 2022 18:00 | Klujber 9 | (12−14) | Schmid 6 | Arena Stožice, Ljubljana Asistență: 1168 Arbitri: Kažanegra, Vujačić |
| 4 noiembrie 2022 18:00 | 3×        | Raport  | 3×       | Arena Stožice, Ljubljana Asistență: 1168 Arbitri: Kažanegra, Vujačić |

| 4 noiembrie 2022 20:30 | Norvegia | 32 − 23 | Croația   | Arena Stožice, Ljubljana Asistență: 1179 Arbitri: Duplîi, Pobedrina |
| 4 noiembrie 2022 20:30 | Mørk 8   | (16−14) | Posavec 4 | Arena Stožice, Ljubljana Asistență: 1179 Arbitri: Duplîi, Pobedrina |
| 4 noiembrie 2022 20:30 | 5×       | Raport  | 2× 1×     | Arena Stožice, Ljubljana Asistență: 1179 Arbitri: Duplîi, Pobedrina |

| 6 noiembrie 2022 18:00 | Croația    | 21 − 18 | Ungaria        | Arena Stožice, Ljubljana Asistență: 1424 Arbitri: Merz, Kuttler |
| 6 noiembrie 2022 18:00 | Blažević 9 | (10−7)  | Győri-Lukács 4 | Arena Stožice, Ljubljana Asistență: 1424 Arbitri: Merz, Kuttler |
| 6 noiembrie 2022 18:00 | 5× 2×      | Raport  | 1× 2×          | Arena Stožice, Ljubljana Asistență: 1424 Arbitri: Merz, Kuttler |

| 6 noiembrie 2022 20:30 | Elveția      | 21 − 38 | Norvegia  | Arena Stožice, Ljubljana Asistență: 1123 Arbitri: Sá, Sá |
| 6 noiembrie 2022 20:30 | Emmenegger 5 | (9−19)  | Oftedal 6 | Arena Stožice, Ljubljana Asistență: 1123 Arbitri: Sá, Sá |
| 6 noiembrie 2022 20:30 | 1×           | Raport  | 2×        | Arena Stožice, Ljubljana Asistență: 1123 Arbitri: Sá, Sá |

| 8 noiembrie 2022 18:00 | Croația    | 26 − 26 | Elveția      | Arena Stožice, Ljubljana Asistență: 1088 Arbitri: Mata, López |
| 8 noiembrie 2022 18:00 | Japundža 6 | (14−12) | Emmenegger 7 | Arena Stožice, Ljubljana Asistență: 1088 Arbitri: Mata, López |
| 8 noiembrie 2022 18:00 | 5×         | Raport  | 2× 1×        | Arena Stožice, Ljubljana Asistență: 1088 Arbitri: Mata, López |

| 8 noiembrie 2022 20:30 | Norvegia  | 32 − 22 | Ungaria   | Arena Stožice, Ljubljana Asistență: 1088 Arbitri: Metalari, Nikolovski |
| 8 noiembrie 2022 20:30 | Ingstad 8 | (14−12) | Klujber 6 | Arena Stožice, Ljubljana Asistență: 1088 Arbitri: Metalari, Nikolovski |
| 8 noiembrie 2022 20:30 | 4×        | Raport  | 4×        | Arena Stožice, Ljubljana Asistență: 1088 Arbitri: Metalari, Nikolovski |

### Grupa B
| Loc | Echipa    | MJ | V | E | Î | GM | GP | DG  | Pct | Calificare         |
| --- | --------- | -- | - | - | - | -- | -- | --- | --- | ------------------ |
| 1   | Suedia    | 3  | 2 | 0 | 1 | 83 | 68 | +15 | 4   | Grupele principale |
| 2   | Danemarca | 3  | 2 | 0 | 1 | 85 | 72 | +13 | 4   | Grupele principale |
| 3   | Slovenia  | 3  | 2 | 0 | 1 | 77 | 83 | −6  | 4   | Grupele principale |
| 4   | Serbia    | 3  | 0 | 0 | 3 | 66 | 88 | −22 | 0   |                    |

| 4 noiembrie 2022 18:00 | Danemarca    | 26 − 28 | Slovenia | Dvorana Zlatorog, Celje Asistență: 2878 Arbitri: Mata, López |
| 4 noiembrie 2022 18:00 | Østergaard 7 | (15−14) | Gros 8   | Dvorana Zlatorog, Celje Asistență: 2878 Arbitri: Mata, López |
| 4 noiembrie 2022 18:00 | 5× 1×        | Raport  | 4×       | Dvorana Zlatorog, Celje Asistență: 2878 Arbitri: Mata, López |

| 4 noiembrie 2022 20:30 | Suedia   | 27 − 21 | Serbia     | Dvorana Zlatorog, Celje Asistență: 2878 Arbitri: Sá, Sá |
| 4 noiembrie 2022 20:30 | Hagman 9 | (14−9)  | Stamenić 6 | Dvorana Zlatorog, Celje Asistență: 2878 Arbitri: Sá, Sá |
| 4 noiembrie 2022 20:30 | 5×       | Raport  | 1×         | Dvorana Zlatorog, Celje Asistență: 2878 Arbitri: Sá, Sá |

| 6 noiembrie 2022 18:00 | Slovenia | 22 − 33 | Suedia   | Dvorana Zlatorog, Celje Asistență: 3137 Arbitri: Metalari, Nikolovski |
| 6 noiembrie 2022 18:00 | Gros 5   | (13−14) | Hagman 9 | Dvorana Zlatorog, Celje Asistență: 3137 Arbitri: Metalari, Nikolovski |
| 6 noiembrie 2022 18:00 | 2×       | Raport  | 2×       | Dvorana Zlatorog, Celje Asistență: 3137 Arbitri: Metalari, Nikolovski |

| 6 noiembrie 2022 20:30 | Serbia         | 21 − 34 | Danemarca                       | Dvorana Zlatorog, Celje Asistență: 3137 Arbitri: Duplîi, Pobedrina |
| 6 noiembrie 2022 20:30 | Stojiljković 6 | (11−18) | Heindahl, Iversen, Østergaard 4 | Dvorana Zlatorog, Celje Asistență: 3137 Arbitri: Duplîi, Pobedrina |
| 6 noiembrie 2022 20:30 | 3×             | Raport  | 6× 1×                           | Dvorana Zlatorog, Celje Asistență: 3137 Arbitri: Duplîi, Pobedrina |

| 8 noiembrie 2022 18:00 | Slovenia   | 27 − 24 | Serbia          | Dvorana Zlatorog, Celje Asistență: 3027 Arbitri: Merz, Kuttler |
| 8 noiembrie 2022 18:00 | Omoregie 6 | (13−15) | Radosavljević 6 | Dvorana Zlatorog, Celje Asistență: 3027 Arbitri: Merz, Kuttler |
| 8 noiembrie 2022 18:00 | 6× 1×      | Raport  | 4× 2×           | Dvorana Zlatorog, Celje Asistență: 3027 Arbitri: Merz, Kuttler |

| 8 noiembrie 2022 20:30 | Danemarca | 25 − 23 | Suedia  | Dvorana Zlatorog, Celje Asistență: 3027 Arbitri: Vujačić, Kažanegra |
| 8 noiembrie 2022 20:30 | Friis 9   | (13−5)  | Axnér 9 | Dvorana Zlatorog, Celje Asistență: 3027 Arbitri: Vujačić, Kažanegra |
| 8 noiembrie 2022 20:30 | 3×        | Raport  | 2× 1×   | Dvorana Zlatorog, Celje Asistență: 3027 Arbitri: Vujačić, Kažanegra |

### Grupa C
| Loc | Echipa                | MJ | V | E | Î | GM | GP | DG  | Pct | Calificare         |
| --- | --------------------- | -- | - | - | - | -- | -- | --- | --- | ------------------ |
| 1   | Franța                | 3  | 3 | 0 | 0 | 85 | 59 | +26 | 6   | Grupele principale |
| 2   | Țările de Jos         | 3  | 2 | 0 | 1 | 83 | 69 | +14 | 4   | Grupele principale |
| 3   | România               | 3  | 1 | 0 | 2 | 80 | 87 | −7  | 2   | Grupele principale |
| 4   | Macedonia de Nord (H) | 3  | 0 | 0 | 3 | 52 | 85 | −33 | 0   |                    |

| 5 noiembrie 2022 18:00 | Franța      | 24 − 14 | Macedonia de Nord | Centrul Sportiv Boris Trajkovski, Skopje Asistență: 2809 Arbitri: Praštalo, Balvan |
| 5 noiembrie 2022 18:00 | Lassource 4 | (12−5)  | Janeska 5         | Centrul Sportiv Boris Trajkovski, Skopje Asistență: 2809 Arbitri: Praštalo, Balvan |
| 5 noiembrie 2022 18:00 | 3×          | Raport  | 4× 1×             | Centrul Sportiv Boris Trajkovski, Skopje Asistență: 2809 Arbitri: Praštalo, Balvan |

| 5 noiembrie 2022 20:30 | Țările de Jos     | 29 − 28 | România                    | Centrul Sportiv Boris Trajkovski, Skopje Asistență: 2809 Arbitri: Braseth, Sundet |
| 5 noiembrie 2022 20:30 | Van der Heijden 7 | (14−12) | Buceschi, Grozav, Pintea 5 | Centrul Sportiv Boris Trajkovski, Skopje Asistență: 2809 Arbitri: Braseth, Sundet |
| 5 noiembrie 2022 20:30 | 4× 2×             | Raport  | 2× 1×                      | Centrul Sportiv Boris Trajkovski, Skopje Asistență: 2809 Arbitri: Braseth, Sundet |

| 7 noiembrie 2022 18:00 | Macedonia de Nord | 15 − 30 | Țările de Jos | Centrul Sportiv Boris Trajkovski, Skopje Asistență: 2471 Arbitri: Vranes, Wenninger |
| 7 noiembrie 2022 18:00 | Ristovska 4       | (9−17)  | Smits 7       | Centrul Sportiv Boris Trajkovski, Skopje Asistență: 2471 Arbitri: Vranes, Wenninger |
| 7 noiembrie 2022 18:00 | 5× 1×             | Raport  | 5× 2×         | Centrul Sportiv Boris Trajkovski, Skopje Asistență: 2471 Arbitri: Vranes, Wenninger |

| 7 noiembrie 2022 20:30 | România         | 21 − 35 | Franța      | Centrul Sportiv Boris Trajkovski, Skopje Asistență: 2471 Arbitri: Backović, Palačković |
| 7 noiembrie 2022 20:30 | Grozav, Neagu 5 | (11−17) | Nze Minko 6 | Centrul Sportiv Boris Trajkovski, Skopje Asistență: 2471 Arbitri: Backović, Palačković |
| 7 noiembrie 2022 20:30 | 2× 1×           | Raport  | 4× 1×       | Centrul Sportiv Boris Trajkovski, Skopje Asistență: 2471 Arbitri: Backović, Palačković |

| 9 noiembrie 2022 18:00 | Macedonia de Nord | 23 − 31 | România  | Centrul Sportiv Boris Trajkovski, Skopje Asistență: 2389 Arbitri: Antić, Jakovljević |
| 9 noiembrie 2022 18:00 | Dabevska 7        | (12−13) | Neagu 10 | Centrul Sportiv Boris Trajkovski, Skopje Asistență: 2389 Arbitri: Antić, Jakovljević |
| 9 noiembrie 2022 18:00 | 2× 1×             | Raport  | 6×       | Centrul Sportiv Boris Trajkovski, Skopje Asistență: 2389 Arbitri: Antić, Jakovljević |

| 9 noiembrie 2022 20:30 | Franța             | 26 − 24 | Țările de Jos | Centrul Sportiv Boris Trajkovski, Skopje Asistență: 2389 Arbitri: Covalciuc, Covalciuc |
| 9 noiembrie 2022 20:30 | Foppa, Nze Minko 4 | (14−12) | Malestein 9   | Centrul Sportiv Boris Trajkovski, Skopje Asistență: 2389 Arbitri: Covalciuc, Covalciuc |
| 9 noiembrie 2022 20:30 | 3× 1×              | Raport  | 2× 1×         | Centrul Sportiv Boris Trajkovski, Skopje Asistență: 2389 Arbitri: Covalciuc, Covalciuc |

### Grupa D
| Loc | Echipa         | MJ | V | E | Î | GM | GP | DG  | Pct | Calificare         |
| --- | -------------- | -- | - | - | - | -- | -- | --- | --- | ------------------ |
| 1   | Muntenegru (H) | 3  | 3 | 0 | 0 | 85 | 71 | +14 | 6   | Grupele principale |
| 2   | Spania         | 3  | 1 | 0 | 2 | 67 | 73 | −6  | 2   | Grupele principale |
| 3   | Germania       | 3  | 1 | 0 | 2 | 71 | 75 | −4  | 2   | Grupele principale |
| 4   | Polonia        | 3  | 1 | 0 | 2 | 68 | 72 | −4  | 2   |                    |

1. 1 2 3  Spania 2 puncte, golaveraj +1; Germania 2 puncte, golaveraj 0; Polonia 2 puncte, golaveraj -1

| 5 noiembrie 2022 18:00 | Muntenegru            | 30 − 23 | Spania   | Centrul Sportiv Morača, Podgorica Asistență: 3019 Arbitri: Vranes, Wenninger |
| 5 noiembrie 2022 18:00 | Jauković, Radičević 5 | (12−9)  | Cabral 5 | Centrul Sportiv Morača, Podgorica Asistență: 3019 Arbitri: Vranes, Wenninger |
| 5 noiembrie 2022 18:00 | 4×                    | Raport  | 3× 1×    | Centrul Sportiv Morača, Podgorica Asistență: 3019 Arbitri: Vranes, Wenninger |

| 5 noiembrie 2022 20:30 | Polonia  | 23 − 25 | Germania    | Centrul Sportiv Morača, Podgorica Asistență: 3019 Arbitri: Antić, Jakovljević |
| 5 noiembrie 2022 20:30 | Balsam 5 | (12−11) | Grijseels 8 | Centrul Sportiv Morača, Podgorica Asistență: 3019 Arbitri: Antić, Jakovljević |
| 5 noiembrie 2022 20:30 | 5× 1×    | Raport  | 2× 1×       | Centrul Sportiv Morača, Podgorica Asistență: 3019 Arbitri: Antić, Jakovljević |

| 7 noiembrie 2022 18:00 | Germania          | 25 − 29 | Muntenegru | Centrul Sportiv Morača, Podgorica Asistență: 3406 Arbitri: Covalciuc, Covalciuc |
| 7 noiembrie 2022 18:00 | Bölk, Grijseels 7 | (12−15) | Jauković 9 | Centrul Sportiv Morača, Podgorica Asistență: 3406 Arbitri: Covalciuc, Covalciuc |
| 7 noiembrie 2022 18:00 | 5× 1×             | Raport  | 2×         | Centrul Sportiv Morača, Podgorica Asistență: 3406 Arbitri: Covalciuc, Covalciuc |

| 7 noiembrie 2022 20:30 | Spania   | 21 − 22 | Polonia      | Centrul Sportiv Morača, Podgorica Asistență: 3406 Arbitri: Praštalo, Balvan |
| 7 noiembrie 2022 20:30 | Cabral 7 | (12−12) | Kobylińska 5 | Centrul Sportiv Morača, Podgorica Asistență: 3406 Arbitri: Praštalo, Balvan |
| 7 noiembrie 2022 20:30 | 4×       | Raport  | 4× 1×        | Centrul Sportiv Morača, Podgorica Asistență: 3406 Arbitri: Praštalo, Balvan |

| 9 noiembrie 2022 18:00 | Polonia      | 23 − 26 | Muntenegru   | Centrul Sportiv Morača, Podgorica Asistență: 4317 Arbitri: Backović, Palačković |
| 9 noiembrie 2022 18:00 | Kobylińska 6 | (12−12) | Radičević 12 | Centrul Sportiv Morača, Podgorica Asistență: 4317 Arbitri: Backović, Palačković |
| 9 noiembrie 2022 18:00 | 4×           | Raport  | 2×           | Centrul Sportiv Morača, Podgorica Asistență: 4317 Arbitri: Backović, Palačković |

| 9 noiembrie 2022 20:30 | Germania    | 21 − 23 | Spania   | Centrul Sportiv Morača, Podgorica Asistență: 4317 Arbitri: Braseth, Sundet |
| 9 noiembrie 2022 20:30 | Grijseels 6 | (10−11) | Campos 6 | Centrul Sportiv Morača, Podgorica Asistență: 4317 Arbitri: Braseth, Sundet |
| 9 noiembrie 2022 20:30 | 3×          | Raport  | 3× 1×    | Centrul Sportiv Morača, Podgorica Asistență: 4317 Arbitri: Braseth, Sundet |

## Grupele principale

### Grupa I
| Loc | Echipa       | MJ | V | E | Î | GM  | GP  | DG  | Pct | Calificare   |
| --- | ------------ | -- | - | - | - | --- | --- | --- | --- | ------------ |
| 1   | Danemarca    | 5  | 4 | 0 | 1 | 137 | 124 | +13 | 8   | Semifinale   |
| 2   | Norvegia     | 5  | 4 | 0 | 1 | 146 | 124 | +22 | 8   | Semifinale   |
| 3   | Suedia       | 5  | 3 | 0 | 2 | 142 | 126 | +16 | 6   | Locurile 5–6 |
| 4   | Slovenia (H) | 5  | 2 | 0 | 3 | 124 | 132 | −8  | 4   |              |
| 5   | Croația      | 5  | 1 | 0 | 4 | 106 | 133 | −27 | 2   |              |
| 6   | Ungaria      | 5  | 1 | 0 | 4 | 121 | 137 | −16 | 2   |              |

1. 1 2  Norvegia 29–31 Danemarca
2. 1 2  Croația 21–18 Ungaria

| 10 noiembrie 2022 18:00 | Croația    | 18 − 26 | Slovenia | Arena Stožice, Ljubljana Asistență: 4126 Arbitri: Metalari, Nikolovski |
| 10 noiembrie 2022 18:00 | Blažević 5 | (12−13) | Gros 7   | Arena Stožice, Ljubljana Asistență: 4126 Arbitri: Metalari, Nikolovski |
| 10 noiembrie 2022 18:00 | 2× 1×      | Raport  | 2×       | Arena Stožice, Ljubljana Asistență: 4126 Arbitri: Metalari, Nikolovski |

| 10 noiembrie 2022 20:30 | Ungaria   | 27 − 29 | Danemarca | Arena Stožice, Ljubljana Asistență: 4126 Arbitri: Sá, Sá |
| 10 noiembrie 2022 20:30 | Klujber 8 | (12−14) | Friis 7   | Arena Stožice, Ljubljana Asistență: 4126 Arbitri: Sá, Sá |
| 10 noiembrie 2022 20:30 | 3×        | Raport  | 2×        | Arena Stožice, Ljubljana Asistență: 4126 Arbitri: Sá, Sá |

| 12 noiembrie 2022 18:00 | Croația    | 17 − 26 | Danemarca   | Arena Stožice, Ljubljana Asistență: 1323 Arbitri: Merz, Kuttler |
| 12 noiembrie 2022 18:00 | Pavlović 6 | (8−14)  | Jørgensen 5 | Arena Stožice, Ljubljana Asistență: 1323 Arbitri: Merz, Kuttler |
| 12 noiembrie 2022 18:00 | 2×         | Raport  | 4×          | Arena Stožice, Ljubljana Asistență: 1323 Arbitri: Merz, Kuttler |

| 12 noiembrie 2022 20:30 | Norvegia  | 27 − 25 | Suedia    | Arena Stožice, Ljubljana Asistență: 1323 Arbitri: Mata, López |
| 12 noiembrie 2022 20:30 | Reistad 7 | (13−13) | Carlson 9 | Arena Stožice, Ljubljana Asistență: 1323 Arbitri: Mata, López |
| 12 noiembrie 2022 20:30 | 3×        | Raport  | 4× 1×     | Arena Stožice, Ljubljana Asistență: 1323 Arbitri: Mata, López |

| 14 noiembrie 2022 18:00 | Norvegia   | 26 − 23 | Slovenia | Arena Stožice, Ljubljana Asistență: 5648 Arbitri: Praštalo, Balvan |
| 14 noiembrie 2022 18:00 | Reistad 10 | (16−15) | Gros 5   | Arena Stožice, Ljubljana Asistență: 5648 Arbitri: Praštalo, Balvan |
| 14 noiembrie 2022 18:00 | 2×         | Raport  | 4× 1×    | Arena Stožice, Ljubljana Asistență: 5648 Arbitri: Praštalo, Balvan |

| 14 noiembrie 2022 20:30 | Ungaria   | 25 − 30 | Suedia    | Arena Stožice, Ljubljana Asistență: 5648 Arbitri: Vujačić, Kažanegra |
| 14 noiembrie 2022 20:30 | Klujber 6 | (15−18) | Roberts 9 | Arena Stožice, Ljubljana Asistență: 5648 Arbitri: Vujačić, Kažanegra |
| 14 noiembrie 2022 20:30 | 3× 1×     | Raport  | 1×        | Arena Stožice, Ljubljana Asistență: 5648 Arbitri: Vujačić, Kažanegra |

| 16 noiembrie 2022 15:30 | Ungaria   | 29 − 25 | Slovenia | Arena Stožice, Ljubljana Asistență: 4263 Arbitri: Merz, Kuttler |
| 16 noiembrie 2022 15:30 | Klujber 9 | (14−14) | Gros 6   | Arena Stožice, Ljubljana Asistență: 4263 Arbitri: Merz, Kuttler |
| 16 noiembrie 2022 15:30 | 2×        | Raport  | 3× 1×    | Arena Stožice, Ljubljana Asistență: 4263 Arbitri: Merz, Kuttler |

| 16 noiembrie 2022 18:00 | Croația  | 27 − 31 | Suedia   | Arena Stožice, Ljubljana Asistență: 4263 Arbitri: Sá, Sá |
| 16 noiembrie 2022 18:00 | Petika 6 | (11−17) | Hagman 8 | Arena Stožice, Ljubljana Asistență: 4263 Arbitri: Sá, Sá |
| 16 noiembrie 2022 18:00 | 2×       | Raport  | 2×       | Arena Stožice, Ljubljana Asistență: 4263 Arbitri: Sá, Sá |

| 16 noiembrie 2022 20:30 | Norvegia | 29 − 31 | Danemarca | Arena Stožice, Ljubljana Asistență: 4263 Arbitri: Metalari, Nikolovski |
| 16 noiembrie 2022 20:30 | Mørk 8   | (13−12) | Hansen 7  | Arena Stožice, Ljubljana Asistență: 4263 Arbitri: Metalari, Nikolovski |
| 16 noiembrie 2022 20:30 | 2× 1×    | Raport  | 3×        | Arena Stožice, Ljubljana Asistență: 4263 Arbitri: Metalari, Nikolovski |

### Grupa a II-a
| Loc | Echipa         | MJ | V | E | Î | GM  | GP  | DG  | Pct | Calificare   |
| --- | -------------- | -- | - | - | - | --- | --- | --- | --- | ------------ |
| 1   | Franța         | 5  | 5 | 0 | 0 | 153 | 108 | +45 | 10  | Semifinale   |
| 2   | Muntenegru (H) | 5  | 3 | 0 | 2 | 138 | 151 | −13 | 6   | Semifinale   |
| 3   | Țările de Jos  | 5  | 2 | 1 | 2 | 152 | 144 | +8  | 5   | Locurile 5–6 |
| 4   | Germania       | 5  | 2 | 0 | 3 | 135 | 137 | −2  | 4   |              |
| 5   | Spania         | 5  | 1 | 1 | 3 | 125 | 144 | −19 | 3   |              |
| 6   | România        | 5  | 1 | 0 | 4 | 139 | 158 | −19 | 2   |              |

| 11 noiembrie 2022 18:00 | Țările de Jos | 28 − 36 | Germania    | Centrul Sportiv Boris Trajkovski, Skopje Asistență: 389 Arbitri: Antić, Jakovljević |
| 11 noiembrie 2022 18:00 | Malestein 8   | (13−17) | Grijseels 8 | Centrul Sportiv Boris Trajkovski, Skopje Asistență: 389 Arbitri: Antić, Jakovljević |
| 11 noiembrie 2022 18:00 | 4× 1×         | Raport  | 7×          | Centrul Sportiv Boris Trajkovski, Skopje Asistență: 389 Arbitri: Antić, Jakovljević |

| 11 noiembrie 2022 20:30 | România  | 28 − 27 | Spania                | Centrul Sportiv Boris Trajkovski, Skopje Asistență: 389 Arbitri: Backović, Palačković |
| 11 noiembrie 2022 20:30 | Pintea 7 | (12−11) | González, Gutiérrez 4 | Centrul Sportiv Boris Trajkovski, Skopje Asistență: 389 Arbitri: Backović, Palačković |
| 11 noiembrie 2022 20:30 | 3× 1×    | Raport  | 1×                    | Centrul Sportiv Boris Trajkovski, Skopje Asistență: 389 Arbitri: Backović, Palačković |

| 13 noiembrie 2022 18:00 | Țările de Jos    | 29 − 29 | Spania             | Centrul Sportiv Boris Trajkovski, Skopje Asistență: 973 Arbitri: Duplîi, Pobedrina |
| 13 noiembrie 2022 18:00 | Freriks, Smits 6 | (15−17) | Cabral, Valdivia 4 | Centrul Sportiv Boris Trajkovski, Skopje Asistență: 973 Arbitri: Duplîi, Pobedrina |
| 13 noiembrie 2022 18:00 | 3×               | Raport  | 3×                 | Centrul Sportiv Boris Trajkovski, Skopje Asistență: 973 Arbitri: Duplîi, Pobedrina |

| 13 noiembrie 2022 20:30 | Franța  | 27 − 19 | Muntenegru  | Centrul Sportiv Boris Trajkovski, Skopje Asistență: 973 Arbitri: Braseth, Sundet |
| 13 noiembrie 2022 20:30 | Foppa 6 | (12−9)  | Radičević 6 | Centrul Sportiv Boris Trajkovski, Skopje Asistență: 973 Arbitri: Braseth, Sundet |
| 13 noiembrie 2022 20:30 | 3×      | Raport  | 1×          | Centrul Sportiv Boris Trajkovski, Skopje Asistență: 973 Arbitri: Braseth, Sundet |

| 15 noiembrie 2022 18:00 | România | 34 − 35 | Muntenegru         | Centrul Sportiv Boris Trajkovski, Skopje Asistență: 924 Arbitri: Vranes, Wenninger |
| 15 noiembrie 2022 18:00 | Neagu 9 | (18−18) | Grbić, Radičević 8 | Centrul Sportiv Boris Trajkovski, Skopje Asistență: 924 Arbitri: Vranes, Wenninger |
| 15 noiembrie 2022 18:00 | 6× 1×   | Raport  | 3×                 | Centrul Sportiv Boris Trajkovski, Skopje Asistență: 924 Arbitri: Vranes, Wenninger |

| 15 noiembrie 2022 20:30 | Franța  | 29 − 21 | Germania    | Centrul Sportiv Boris Trajkovski, Skopje Asistență: 924 Arbitri: Covalciuc, Covalciuc |
| 15 noiembrie 2022 20:30 | Kanor 5 | (13−9)  | Grijseels 7 | Centrul Sportiv Boris Trajkovski, Skopje Asistență: 924 Arbitri: Covalciuc, Covalciuc |
| 15 noiembrie 2022 20:30 | 4×      | Raport  | 1×          | Centrul Sportiv Boris Trajkovski, Skopje Asistență: 924 Arbitri: Covalciuc, Covalciuc |

| 16 noiembrie 2022 15:30 | România | 28 − 32 | Germania         | Centrul Sportiv Boris Trajkovski, Skopje Asistență: 770 Arbitri: Duplîi, Pobedrina |
| 16 noiembrie 2022 15:30 | Neagu 7 | (14−16) | Stockschläder 10 | Centrul Sportiv Boris Trajkovski, Skopje Asistență: 770 Arbitri: Duplîi, Pobedrina |
| 16 noiembrie 2022 15:30 | 3× 1×   | Raport  | 2×               | Centrul Sportiv Boris Trajkovski, Skopje Asistență: 770 Arbitri: Duplîi, Pobedrina |

| 16 noiembrie 2022 18:00 | Țările de Jos | 42 − 25 | Muntenegru  | Centrul Sportiv Boris Trajkovski, Skopje Asistență: 842 Arbitri: Backović, Palačković |
| 16 noiembrie 2022 18:00 | Smits 7       | (21−15) | Jauković 11 | Centrul Sportiv Boris Trajkovski, Skopje Asistență: 842 Arbitri: Backović, Palačković |
| 16 noiembrie 2022 18:00 | 4×            | Raport  | 4×          | Centrul Sportiv Boris Trajkovski, Skopje Asistență: 842 Arbitri: Backović, Palačković |

| 16 noiembrie 2022 20:30 | Franța      | 36 − 23 | Spania   | Centrul Sportiv Boris Trajkovski, Skopje Asistență: 842 Arbitri: Antić, Jakovljević |
| 16 noiembrie 2022 20:30 | Valentini 6 | (17−9)  | Campos 5 | Centrul Sportiv Boris Trajkovski, Skopje Asistență: 842 Arbitri: Antić, Jakovljević |
| 16 noiembrie 2022 20:30 | 1×          | Raport  | 1×       | Centrul Sportiv Boris Trajkovski, Skopje Asistență: 842 Arbitri: Antić, Jakovljević |

## Fazele eliminatorii

### Schemă
|  | Semifinalele | Semifinalele |              |    | Finala | Finala |
|  |              |              |              |    |        |        |
|  |              |              |              |    |        |        |
|  |              |              |              |    |        |        |
|  | Danemarca    | 27           |              |    |        |        |
|  | Danemarca    | 27           | 20 noiembrie |    |        |        |
|  | Muntenegru   | 23           |              |    |        |        |
|  | Muntenegru   | 23           | Danemarca    | 25 |        |        |
|  |              |              | Danemarca    | 25 |        |        |
|  |              | Norvegia     | 27           |    |        |        |
|  | Norvegia     | Norvegia     | 27           | 28 |        |        |
|  | Norvegia     |              |              | 28 |        |        |
|  | Franța       | 20           |              |    |        |        |
|  | Franța       | 20           | Finala mică  |    |        |        |
|  |              |              |              |    |        |        |
|  | 20 noiembrie |              |              |    |        |        |
|  |              |              |              |    |        |        |
|  | Muntenegru   | 27           |              |    |        |        |
|  | Muntenegru   | 27           |              |    |        |        |
|  | Franța       | 25           |              |    |        |        |

### Semifinalele
| 18 noiembrie 2022 17:45 | Danemarca | 27 − 23 | Muntenegru        | Arena Stožice, Ljubljana Asistență: 3600 Arbitri: Covalciuc, Covalciuc |
| 18 noiembrie 2022 17:45 | Friis 7   | (14−10) | Grbić, Jauković 7 | Arena Stožice, Ljubljana Asistență: 3600 Arbitri: Covalciuc, Covalciuc |
| 18 noiembrie 2022 17:45 | 5×        | Raport  | 4×                | Arena Stožice, Ljubljana Asistență: 3600 Arbitri: Covalciuc, Covalciuc |

| 18 noiembrie 2022 20:30 | Norvegia | 28 − 20 | Franța        | Arena Stožice, Ljubljana Asistență: 3600 Arbitri: Merz, Kuttle |
| 18 noiembrie 2022 20:30 | Mørk 8   | (12−11) | Zaadi Deuna 5 | Arena Stožice, Ljubljana Asistență: 3600 Arbitri: Merz, Kuttle |
| 18 noiembrie 2022 20:30 | 1×       | Raport  | 2×            | Arena Stožice, Ljubljana Asistență: 3600 Arbitri: Merz, Kuttle |

### Meciul pentru locurile 5-6
| 18 noiembrie 2022 15:00 | Suedia   | 37 − 32 | Țările de Jos                | Arena Stožice, Ljubljana Asistență: 3600 Arbitri: Sá, Sá |
| 18 noiembrie 2022 15:00 | Hagman 9 | (21−16) | Dulfer, Freriks, Malestein 5 | Arena Stožice, Ljubljana Asistență: 3600 Arbitri: Sá, Sá |
| 18 noiembrie 2022 15:00 | 4×       | Raport  | 3× 1×                        | Arena Stožice, Ljubljana Asistență: 3600 Arbitri: Sá, Sá |

### Finala mică
| 20 noiembrie 2022 17:45 | Muntenegru            | 27 − 25 | Franța               | Arena Stožice, Ljubljana Asistență: 5380 Arbitri: Praštalo, Balvan |
| 20 noiembrie 2022 17:45 | Jauković, Radičević 6 | (13−12) | Granier, Nze Minko 4 | Arena Stožice, Ljubljana Asistență: 5380 Arbitri: Praštalo, Balvan |
| 20 noiembrie 2022 17:45 | 5× 1×                 | Raport  | 6× 1×                | Arena Stožice, Ljubljana Asistență: 5380 Arbitri: Praštalo, Balvan |

### Finala
| 20 noiembrie 2022 20:30 | Danemarca  | 25 − 27 | Norvegia | Arena Stožice, Ljubljana Asistență: 5380 Arbitri: Mata, López |
| 20 noiembrie 2022 20:30 | Burgaard 6 | (15−12) | Mørk 8   | Arena Stožice, Ljubljana Asistență: 5380 Arbitri: Mata, López |
| 20 noiembrie 2022 20:30 | 2× 1×      | Raport  | 3× 1×    | Arena Stožice, Ljubljana Asistență: 5380 Arbitri: Mata, López |

## Clasament și statistici
|  | Echipe calificate la Campionatul Mondial din 2023 și Jocurile Olimpice din 2024 |
|  | Echipe calificate la Campionatul Mondial din 2023                               |

| Loc | Echipă            |
| --- | ----------------- |
| 1   | Norvegia          |
| 2   | Danemarca         |
| 3   | Muntenegru        |
| 4   | Franța            |
| 5   | Suedia            |
| 6   | Țările de Jos     |
| 7   | Germania          |
| 8   | Slovenia          |
| 9   | Spania            |
| 10  | Croația           |
| 11  | Ungaria           |
| 12  | România           |
| 13  | Polonia           |
| 14  | Elveția           |
| 15  | Serbia            |
| 16  | Macedonia de Nord |

| Post                 | Handbalistă                |
| -------------------- | -------------------------- |
| Portar               | Cléopatre Darleux (FRA)    |
| Extremă stânga       | Emma Friis (DEN)           |
| Intermediar stânga   | Cristina Neagu (ROU)       |
| Centru               | Stine Bredal Oftedal (NOR) |
| Intermediar dreapta  | Katrin Klujber (HUN)       |
| Extremă dreapta      | Jovanka Radičević (MNE)    |
| Pivot                | Pauletta Foppa (FRA)       |
| Cel mai bun apărător | Kathrine Heindahl (DEN)    |
| MVP                  | Henny Reistad (NOR)        |

| Poz. | Nume              | Echipă     | Goluri | Șuturi | %    | MJ |
| ---- | ----------------- | ---------- | ------ | ------ | ---- | -- |
| 1    | Nora Mørk         | Norvegia   | 50     | 64     | 78,1 | 8  |
| 2    | Đurđina Jauković  | Muntenegru | 48     | 86     | 55,8 | 8  |
| 3    | Henny Reistad     | Norvegia   | 46     | 73     | 63   | 8  |
| 4    | Alina Grijseels   | Germania   | 44     | 62     | 71   | 6  |
| 5    | Nathalie Hagman   | Suedia     | 43     | 60     | 71,7 | 7  |
| 5    | Jovanka Radičević | Muntenegru | 43     | 54     | 79,6 | 7  |
| 7    | Emma Friis        | Danemarca  | 40     | 57     | 70,2 | 8  |
| 8    | Cristina Neagu    | România    | 39     | 70     | 55,7 | 6  |
| 9    | Katrin Klujber    | Ungaria    | 38     | 74     | 51,4 | 6  |
| 10   | Ana Gros          | Slovenia   | 36     | 60     | 60   | 6  |

| Poz. | Nume                    | Echipă        | Parade | Șuturi | %     | MJ |
| ---- | ----------------------- | ------------- | ------ | ------ | ----- | -- |
| 1    | Sandra Toft             | Danemarca     | 68     | 204    | 33,33 | 8  |
| 2    | Cléopatre Darleux       | Franța        | 67     | 182    | 36,81 | 7  |
| 3    | Silje Solberg-Østhassel | Norvegia      | 62     | 156    | 39,74 | 8  |
| 4    | Jessica Ryde            | Suedia        | 58     | 181    | 32,04 | 7  |
| 4    | Yeara ten Holte         | Țările de Jos | 58     | 200    | 29    | 7  |
| 6    | Tea Pijević             | Croația       | 56     | 158    | 35,44 | 6  |
| 7    | Katharina Filter        | Germania      | 43     | 150    | 28,67 | 6  |
| 7    | Katrine Lunde           | Norvegia      | 43     | 137    | 31,39 | 8  |
| 9    | Marina Rajčić           | Muntenegru    | 37     | 138    | 26,81 | 8  |
| 10   | Melinda Szikora         | Ungaria       | 35     | 140    | 25    | 5  |